# Ingvild Bryn
Ingvild Bryn (n. Reino de Voss, Noruega, 18 de marzo de 1961) es una periodista, locutora de radio y presentadora de televisión noruega.
Es conocida por haber presentado el Festival de la Canción de Eurovisión 1996 y también por presentar actualmente el noticiero diario en el canal de televisión NRK1.

## Biografía
Nacida en el Reino de Voss de Noruega en el año 1961.
Años más tarde realizó sus estudios universitarios, licenciándose en periodismo por la University College Volda y en ciencias políticas por la Universidad de Oslo, también hizo estudios sobre la Cultura de Noruega llegando a convertirse en una gran defensora del Nynorsk. Durante el período en el que estaba estudiando, comenzó a trabajar como becaria en el periódico noruego Horda Tidend.
En su carrera profesional como periodista, comenzó trabajando en el año 1984, en la oficina de la Norsk Rikskringkasting (NRK) del condado de Hordaland y en 1985 pasó a formar parte de los informativos de la radio NRK hasta el año 1990, que se trasladó a Suecia donde estuvo como corresponsal en la ciudad de Estocolmo.
En el año 1992 regresó a Noruega para presentar el noticiero diario de la noche en la NRK1, posteriormente en 1995 se trasladó a Estados Unidos como corresponsal internacional esta vez en Washington D. C. hasta 1999 que regresó a Noruega para volver a trabajar en la Norsk Rikskringkasting.
Durante estos tiempos, Ingvild Bryn, co-presentó junto al cantante noruego Morten Harket, la XLI edición del Festival de la Canción de Eurovisión 1996 celebrado el día 18 de mayo, en la sala Spektrum de la ciudad de Oslo.
Actualmente, es miembro de la junta directiva de la Asociación de Lenguas Medios de Noruega (Mediemållaget) y también forma parte de la junta para la adopción y la ayuda en la Asociación Niños del Mundo.

## Premios
- Premio Nacional de Radiodifusión, 1998.
- Alf Hellevik Media Award, 2006.
- Premio Årets nynorskbrukar, 2012.

## Vida privada
Ingvild Bryn, es hermana de la también famosa periodista Herborg Bryn.
Está casada con el editor noruego Svein Gjerdåker, con el que tiene dos hijos adoptados.